# Ивлево (городской округ Подольск)
Ивлево — деревня в Подольском районе Московской области России. Входит в состав сельского поселения Стрелковское (до середины 2000-х — Стрелковский сельский округ).

## Население
Согласно Всероссийской переписи, в 2002 году в деревне проживало 49 человек (20 мужчин и 29 женщин). По данным на 2005 год в деревне проживал 31 человек.

## Расположение
Деревня Ивлево расположена примерно в 5 км к северо-востоку от центра города Подольска. С запада деревня граничит с Симферопольским шоссе, а с востока — с рекой Пахрой. Ближайшие населённые пункты — село Покров, деревня Стрелково и посёлок Стрелковской фабрики.